# Ministerium für Gesellschaft und Kultur
Das Ministerium für Gesellschaft und Kultur ist eines der fünf Ministerien der Liechtensteinischen Landesverwaltung (LLV). In ihm sind die Aufgabenbereiche zusammengefasst, die in anderen Ländern vom Gesundheits-, Sozial- und vom Kulturministerium wahrgenommen werden.
Vorsteher ist seit dem 10. April 2025 Regierungsrat Emanuel Schädler.
Wichtige Aufgaben des Ministeriums sind die Gesundheits- und Sozialpolitik. Ein Schwerpunkt ist die Sicherung der finanziellen Leistungsfähigkeit der Alters- und Hinterlassenenversicherung (AHV), die als selbständige öffentlich-rechtliche Anstalt organisiert ist.

## Organigramm
| | | | | Ministerium für Gesellschaft und Kultur                                                                  | |  |  |                       |                       |                       |                       |                       |                       |
| | | | | | |  |  |                       |                       |                       |                       |                       |                       |
| | | | | | |  |  |                       |                       |                       |                       |                       |                       |
| Gesellschaft Amt für Gesundheit Amt für Lebensmittelkontrolle und Veterinärwesen Amt für Soziale Dienste | Gesellschaft Amt für Gesundheit Amt für Lebensmittelkontrolle und Veterinärwesen Amt für Soziale Dienste | Gesellschaft Amt für Gesundheit Amt für Lebensmittelkontrolle und Veterinärwesen Amt für Soziale Dienste | Gesellschaft Amt für Gesundheit Amt für Lebensmittelkontrolle und Veterinärwesen Amt für Soziale Dienste | Gesellschaft Amt für Gesundheit Amt für Lebensmittelkontrolle und Veterinärwesen Amt für Soziale Dienste | Gesellschaft Amt für Gesundheit Amt für Lebensmittelkontrolle und Veterinärwesen Amt für Soziale Dienste |  |  | Kultur Amt für Kultur | Kultur Amt für Kultur | Kultur Amt für Kultur | Kultur Amt für Kultur | Kultur Amt für Kultur | Kultur Amt für Kultur |

## Gesellschaft

### Amt für Gesundheit

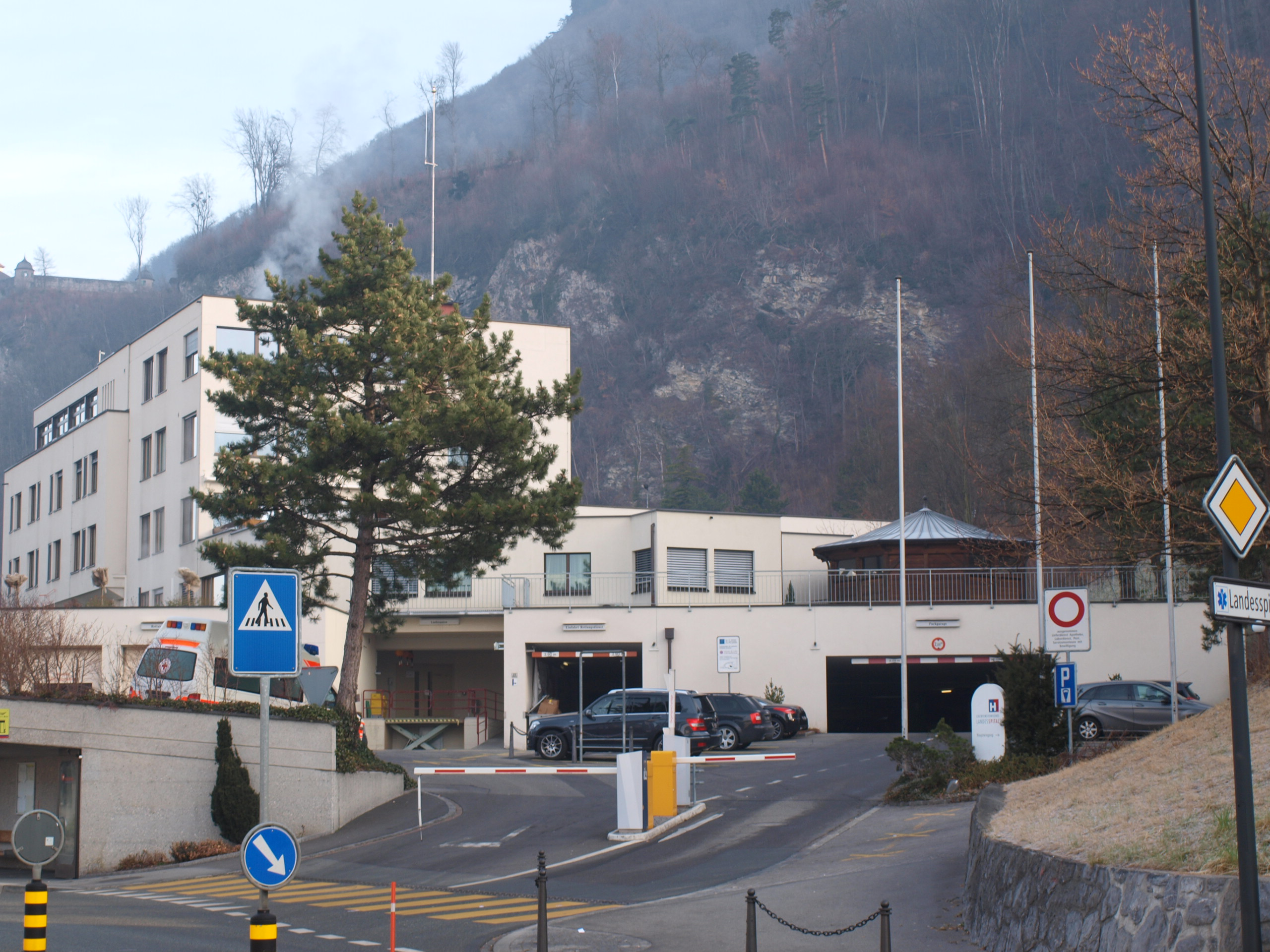
Das Liechtensteinische Landesspital in Vaduz ist das einzige öffentliche Krankenhaus in Liechtenstein.

Das Amt für Gesundheit (AG) ist für das Spitalwesen und die Gesundheitspolitik zuständig. Das Land Liechtenstein ist für die Spitalversorgung zuständig, für das Krankenversicherungs- und Arzneimittelwesen sowie für eine wirksame Kontrolle und Steuerung der Gesundheitskosten verantwortlich.
Im Jahr 2004 wurde ein Amt für Gesundheitsdienste geschaffen, dass 2007 zum Amt für Gesundheit ausgebaut wurde. Seither sind alle Aufgaben des Gesundheitswesens beim Amt für Gesundheit, dessen Mitarbeiterbestand sich durch die Reorganisation verdoppelte, konzentriert. Aufgrund seiner Kleinheit ist Liechtenstein im medizinischen und psychiatrischen Bereich auf Zusammenarbeit angewiesen. Mit Kliniken in der Schweiz, Österreich und Deutschland wurden Verträge abgeschlossen. Das Gesundheitswesen finanziert sich weitgehend über den Staat und über gesetzlich geregelte Kranken- und Unfallversicherungen. Seit 1972 besteht ein Krankenversicherungsobligatorium. Nebst inländischen sind auch Schweizer Krankenkassen in Liechtenstein tätig.

### Amt für Lebensmittelkontrolle und Veterinärwesen
Das Amt für Lebensmittelkontrolle und Veterinärwesen (ALKVW) schützt der Konsumenten vor gesundheitsgefährdenden Lebensmitteln und stellt die Lebensmittelhygiene sicher. Es kontrolliert das Trink- und Badewasser und beaufsichtigt das Messwesen. Im Bereich des Veterinärwesens kontrolliert es die Tiergesundheit, den Tierschutz, die Hygiene bei der Milch- und Fleischproduktion, den Verkehr mit Tierarzneimitteln sowie das Hundewesen.

### Amt für Soziale Dienste
Das Amt für Soziale Dienste (ASD) berät, betreut und unterstützt die Klienten. Auf einer zweiten behördlichen Ebene erfüllt das Amt Aufgaben vom Jugendschutz über wirtschaftliche Sozialhilfe zur Gewährleistung des Existenzminimums bis hin zu Rechtsfürsorgeverfahren, die zur Einweisung geisteskranker oder schwer verwahrloster Personen in geeignete Anstalten führen können. Das Amt für Soziale Dienste betreute 2005 insgesamt 1390 Klienten, davon waren 53 % Liechtensteiner und 28 % EU- oder Schweizer Staatsbürger.

## Kultur

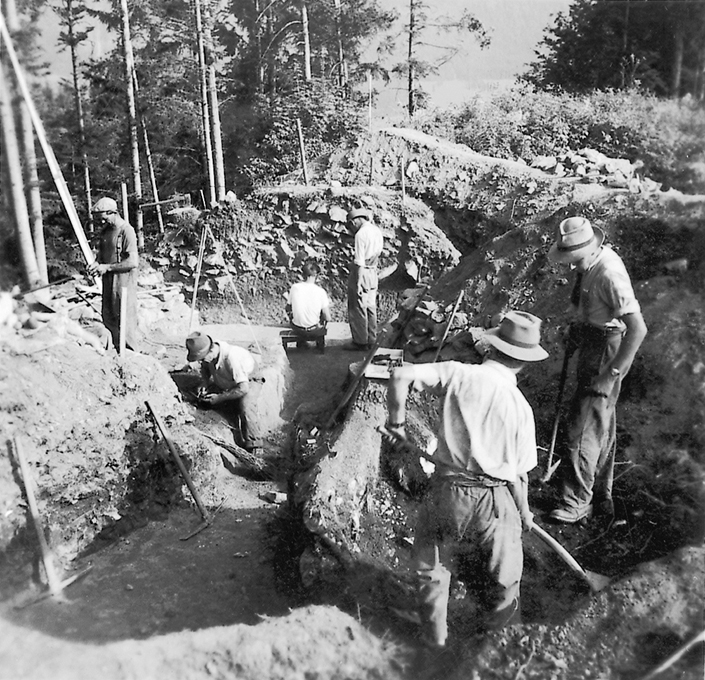
Bis 1999 führte der Historische Verein Ausgrabungen durch. Grabung auf dem Borscht in Schellenberg im Jahr 1947.

Das Amt für Kultur (AKU) erforscht, bewahrt und entwickelt das kulturelle Erbe Liechtensteins weiter. Mit der Organisation von Projekten werden zudem Impulse im Kulturbereich gesetzt. Das Amt besteht aus den vier Abteilungen Archäologie, Denkmalpflege, Landesarchiv und Kulturschaffen sowie der Fachstelle Liechtensteinische Aktenverwaltung (LiVE). Eine Hauptaufgabe der Abteilung Archäologie ist die Überwachung der Bautätigkeit. Die Abteilung ist gezwungen, sich auf Notgrabungen zu beschränken. Ausserdem treibt sie Inventarisierungen und Publikationen voran. Der Begriff Denkmalpflege umfasst Massnahmen zur Erhaltung von Kulturdenkmälern und ihre kulturhistorische Erforschung. Seit 1950 wurden in Liechtenstein rund 180 Objekte wie Altäre, Urkunden oder Kirchenschätze und Bauten unter Denkmalschutz gestellt. Das 1961 geschaffene Landesarchiv ist für die gesamte Archivierung des staatlichen Schriftguts verantwortlich.
Eine staatliche Kulturstelle fehlte bis 1964. Teilweise erfüllte der Historische Verein für das Fürstentum Liechtenstein entsprechende Funktionen. Kultur in Liechtenstein wird im Vergleich zum Ausland stark gefördert. Die staatlichen Pro-Kopf-Ausgaben für Kultur betrugen im Jahr 2005 813 Franken.